# Lacul Cicoș
Lacul Cicoș este o arie protejată de interes național ce corespunde categoriei a IV-a IUCN (rezervație naturală de tip mixt) situat în nordul-vestul Transilvaniei, pe teritoriul județului Bihor.

## Localizare
Aria naturală se întinde în partea nord-vestică a județului Bihor, pe teritoriul administrativ al orașului Săcuieni (în vestul satului Olosig) și este străbătută de drumul național DN19B, care leagă orașul Marghita de Săcuieni.

## Descriere

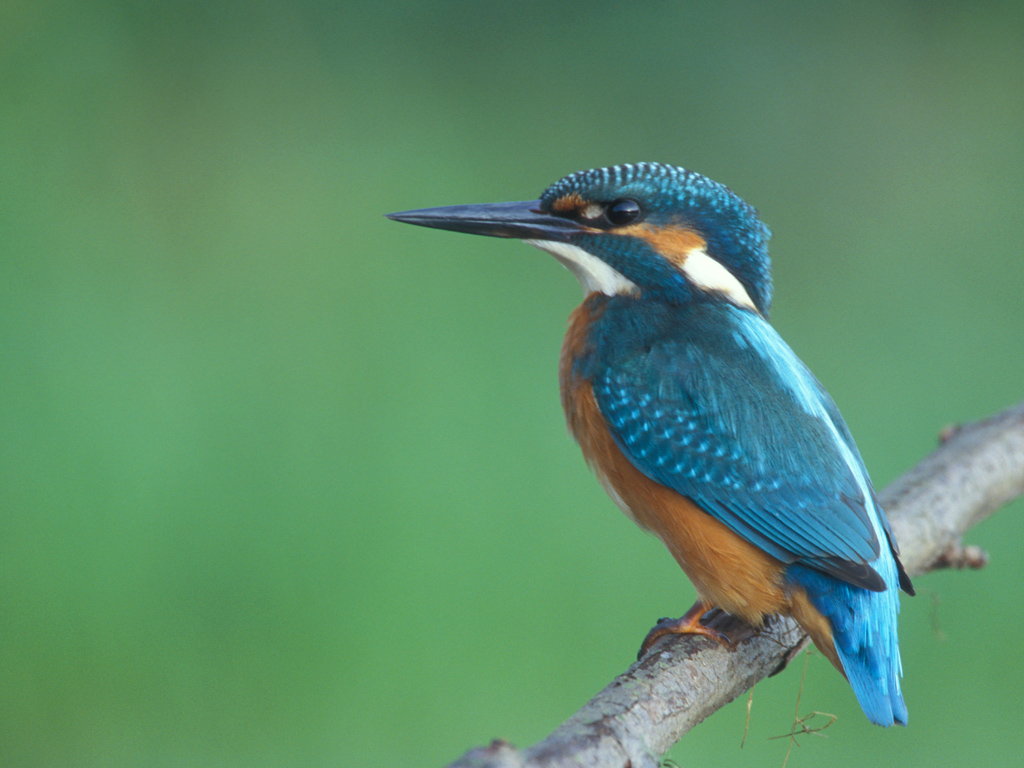
Pescărașul albastru (Alcedo atthis)

Rezervația naturală a fost declarată arie protejată prin Legea Nr.5 din 6 martie 2000 (privind aprobarea Planului de amenajare a teritoriului național - Secțiunea a III-a - zone protejate, publicată în Monitorul Oficial al României, Nr.152 din 12 aprilie 2000) și se întinde pe o suprafață de 10 hectare.
Lacul Cicoș inclus în situl de importanță comunitară Săcueni și reprezintă o zonă naturală ce adăpostește un complex mlăștinos (luciu de apă și zona înconjurătoare) în mijlocul căruia existând o adevărată vegetație plutitoare (plauri din rădăcini de stuf și rizomi). Rezervația protejază mai multe specii faunistice (mamifere, amfibieni, păsări) ocrotite prin convenții internaționale sau aflate pe lista roșie a IUCN; astfel: căprior (Capreolus capreolus), cerb carpatin (Cervus elaphus), iepure de câmp (Lepus europaeus), vulpe (Vulpes vulpes), jder de copac (Martes martes), pisică sălbatică (Felis silvestris silvestris), buhaiul de baltă cu burtă roșie (Bombina bombina), barza albă, (Ciconia ciconia), pescăraș albastru (Alcedo atthis), uliu păsărar  (Accipiter nisus), uliu porumbar (Accipiter gentilis), egretă mică (Egretta garzetta), stârc roșu (Ardea purpurea), sau stârc cenușiu (Ardea cinerea).
La nivelul ierburilor sunt întâlnite mai multe rarități floristice protejate la nivel european prin Directiva 92/43/CE (anexa I-a) din 21 mai 1992 (privind conservarea habitatelor naturale și a speciilor de faună și floră sălbatică); printre care: bumbăcăriță (Eriophorum vaginatum), cucută de baltă (Circaea lutetiana), garoafă de munte (Dianthus tenuifolius), ghințură (Gentiana lutea), stânjenel (Iris pseudacorus), trifoi amar (Menyanthes trifoliata), sadină (Chrysopogon gryllus)

## Obiective turistice aflate în vecinătate
- Biserica romano - catolică "Sf. Maria Imaculata" din Săcuieni, construcție 1711-1768, monument istoric.
- Biserica reformată din Săcuieni, construcție sec. XV, transf. în sec. XVIIIsecolul al XVIII-lea, monument istoric.
- Palatul Stubenberg din Săcuieni, construcție secolul al XVIII-lea, monument istoric.
- Situl arheologic de la Cadea (ruine biserică romanică și cimitir medieval/sec. XIII-XIV).
- Situl arheologic (punct "Horo") de la Săcuieni (așezări/sec. VIII - IX, Neolitic, Epoca bronzului; necropolă/sec. VII, Epoca migrațiilor).